# Kalbario-Patapat-Nationalpark
Der Kalbario-Patapat-Nationalpark liegt an der Pasaleng Bucht, an der Grenze der Provinzen Ilocos-Region und Cagayan Valley im Norden der Insel Luzon auf den Philippinen. Er wurde am 20. April 2007 mit Inkrafttreten des Erlasses 1275 auf einer Fläche von 3.800 Hektar eingerichtet. Diese Fläche bildet die Kernzone des Parks, welche von einer 1937 Hektar großen Pufferzone umschlossen wird. Der Nationalpark ist eines der jüngsten Naturschutzgebiete seit Inkrafttreten des NIPAS-Gesetzes, beim Protected Areas and Wildlife Bureau, PAWB, wird er als ein Naturpark aufgeführt. Er ist leicht erreichbar über eine Nationale Fernstraße im Norden der Insel Luzon. Die Distanz zur Provinzhauptstadt Laoag City beträgt 72 km, in südlicher Richtung, und zu Aparri etwa 185 Kilometer im Osten.
Der Nationalpark erstreckt sich an der Küste und dem sehr steilen und zerklüfteten Küstengebirge Nordluzons. Entlang der Küste wechseln sich weiße Strände, Sanddünen und Felsformationen ab und es gibt auch gute Tauchplätze.  
Im flacheren Teil des Inlandes wachsen Wälder mit einem großen Bestand an Altbäumen, die von den Bäumen aus der Familie der Flügelfruchtgewächsen dominiert werden. Im gebirgigen Teil des Nationalparks geht dieser Flachlandwald in einen Bergregenwald über. Einige kleinere Gebiete werden auch landwirtschaftlich genutzt.
Im Nationalpark sind Bestände der Blutschwingen-Fruchttaube (Ptilinopus marchei), der Gefleckten Fruchttaube (Ducula carola), des Streifenuhus (Bubo philippensis), des Kochpitta (Pitta kochi), der Manila-Papageiamadine (Erythrura viridifacies) und von Emberiza sulphurata, einer Ammerart, vorhanden.   
Die Waldgebiete des Nationalparks sind die wichtigste Quelle für Süßwasser für die umliegenden Gemeinden und landwirtschaftlichen Nutzflächen.
In der Gemeinde Pagudpud wurde für die Erzeugung elektrischer Energie auch ein Wasserkraftwerk installiert.